# Альянс Балто-Чорноморських націй

Неофіційний або офіційний прапор альянсу

Альянс Балто-Чорноморських націй — міжнародне громадсько-політичне об'єднання організацій та партій України, Грузії, Білорусі, Латвії, Литви та Естонії. Засноване 5 грудня 2014 року в Києві.

## Цілі
Згідно із заявою одного з ініціаторів створення організації,— голови Конгресу українських націоналістів Степана Брацюня,— головними завданнями об'єднання є боротьба з імперською політикою Росії і зміцнення контактів між політиками і громадськістю держав Балтійського і Чорноморського регіонів для оновлення системи регіональної безпеки.
Також однією з основних вимог Альянсу є «звільнення окупованих Росією територій України та Грузії».

## Члени
Партії та організації з України:
- Конгрес українських націоналістів
- Народний Рух України
- Республіканська християнська партія
- Республіканська платформа
- Партія зелених
- УНСО
- Грузинська діаспора України
- Всеукраїнська ліга українських жінок
- Молодіжний націоналістичний конгрес
- Центр Білорусько-Української співпраці «Пагоня»
- Спілка офіцерів України
- Всеукраїнське товариство «Просвіта» імені Тараса Шевченка
- Всеукраїнська організація «Тризуб» імені Степана Бандери
- Всеукраїнська громадська організація «Чесне слово»
- Рада громадських ініціатив
- Громадська організація «Антикорупційний комітет Майдану»
- Центр розвитку суспільства

Партії з Грузії:
- Політичне об'єднання «Європейські демократи Грузії»

Партії з Білорусі:
- Білоруська партія свободи

Партії з Латвії:
- Національне об'єднання «Усе для Латвії!» - «Вітчизні і свободі / ДННЛ»

Партії з Литви:
- Литовський національний союз[en]

Партії з Естонії:
- Консервативна народна партія Естонії

## Діяльність
5 травня 2015 року Альянс підписав меморандум про співпрацю з  Єдиним національним рухом,  громадською організацією «Апріорі»,  «Казахської опозицією» і «антидиктаторських фронтом». У ході заходу було заявлено про створення організації для підтримки  грузинських добровольців в Україні, основними завданнями якої є:
- Підтримка грузинських бійців, які борються в рядах Збройних сил України;
- Створення центру надання допомоги і координації для добровольців з Грузії, які бажають вступити в Збройні сили України;
- Створення фонду підтримки грузинських бійців в Україні;
- Взаємодія з антидиктаторських фронтом, Альянсом Балто-Чорноморських націй і іншими міжнародними організаціями з питань: звільнення політичних в'язнів в Грузії;
- Підтримка грузинських політичних емігрантів в Україні, боротьба з диктатурою в Грузії, звільнення окупованих Росією територій — Абхазії, Осетії;
- Підтримка у звільненні окупованій Росією української території — Криму;
- Проведення акцій: «Абхазія - це Грузія», «Осетія - це Грузія», «Крим - це Україна»;
- Створення центру грузинських реформаторів, які будуть активно брати участь в українських реформах.

У сьому річницю початку російсько-грузинської війни Альянс спільно з Конгресом українських націоналістів організував у центрі Києва акцію «Спільний ворог — спільна перемога» .
4 січня 2016 року входять до Альянсу Молодіжний націоналістичний конгрес, Литовський націоналістичний молодіжний союз, «Синє пробудження» і Національне об'єднання «Усе для Латвії!» - «Вітчизні і свободі / ДННЛ » влаштували акції солідарності у дипломатичних представництв України в Таллінні, Ризі , Вільнюсі та Каунасі, поклали квіти і запалили свічки в пам'ять про загиблих військових на сході України і організували збір коштів на покупку позашляховика для 95-ї окремої аеромобільної бригади Збройних сил України.

## Див. Також
- Антибільшовицький блок народів
- Міжмор'я
- Балто-Чорноморська вісь